# Лолазор
Лолазо́р (тадж. Лолазор) — село у складі Хатлонської області Таджикистану. Адміністративний центр джамоату Талбака Садріддінова Шахрітуського району.
Назва села означає «тюльпанові зарості», де лола (тюльпан, степовий мак) та приставка -зор (вказує на місцевість).
Населення — 4693 особи (2017).